# 나헌
나헌(羅憲, 218년 ~ 270년)은 중국 삼국시대 촉한 ~ 서진의 장수로, 자(字)는 영칙(英則)이다.

## 이름에 대하여
나헌의 이름은 「삼국지」의 기록에는 헌(憲)이라고 하는데, 「양양기」에서는 이름이 헌(獻)으로 표기되었다. 그런데 아마 배송지는 「삼국지」 본문과 일치시키기 위해 「양양기」의 헌(獻)을 고쳐 헌(憲)으로 고쳐 적었다고 한다.

## 생애

### 어린 시절
그의 아버지 나몽(羅蒙)이 난을 피하여 파촉으로 피난을 왔는데, 관직이 광한태수(廣漢太守)에 이르렀다. 또한 나헌은 어려서 재능과 학문으로 이름이 알려져 13세에 문장을 짓기도 하였다.

### 촉나라 장수 시절
239년, 유선(劉禪)이 장남 유선(劉璿)을 황태자에 책봉 하였을때, 태자사인(太子舍人)에 취임하였고, 그 후, 서자(庶子), 상서이부랑(尙書吏部郎)으로 승진하였다. 선신교위(宣信校尉)로 올랐을 때 오나라에 사신으로 다녀왔는데 사람들이 그를 칭찬하였다.
그는 평소에 정권을 잡은 환관이자 간신배 황호(黃皓)에게 동조하지 않았기 때문에, 파동 태수(巴東太守)로 좌천 되어 도독(都督) 염우(閻宇)의 부장이 되었다.
263년, 위나라가 촉나라를 침략하였을 때 염우가 중앙으로 소환되자, 자신은 군사 2000여 명을 이끌고 영안을 지켰다. 그러나 유선이 등애(鄧艾)에게 항복하였다는 소식을 듣자, 군사들을 이끌고 도정(都亭)에서 사흘동안 머물렀다.

### 진나라 장수 시절
264년, 오의 장수 육항(陸抗), 보협(步協), 유평(留平), 성만(盛曼)이 영안으로 쳐들어 오자, 참군 양종(楊宗)을 시켜 진건(陳騫)에게 위급함을 고하게 하였고, 문무관료의 인수를 봉하고, 자신의 아들 나습(羅習)을 볼모로 보냈다. 그러자 진건은 진왕(晉王)에게 보고하였고, 호열(湖烈)의 원군이 도착할때까지 그들을 막아내고, 진나라에 투항하였고, 진왕은 그에게 영안을 계속 다스리게 하고, 능강장군(凌江將軍)에 임명하고 만년정후(萬年亭侯)로 봉했다. 또한 무릉의 4군이 오나라에 반기를 들자 무릉태수 파동감군(巴東監軍)으로 삼았다.
267년, 조정으로 들어가 관군장군(冠軍將軍)이 되었다.
268년, 연회에 참석하자, 촉의 대신 자제들 중에 서용(敍用)할 만한 자를 묻자,
촉군(蜀郡)의 상기(常忌), 두진(杜軫), 수량(壽良), 파서(巴西)의 진수(陳壽), 남군(南郡)의 고궤(高軌), 남양(南陽)의 여아(呂雅), 허국(許國), 강하(江夏)의 비공(費恭), 낭야(琅邪)의 제갈경(諸葛京), 여남(汝南)의 진유(陳裕)를 천거하였는데, 그들 모두 서용되어 세상에 이름을 떨쳤다.
그 후, 다시 임지로 돌아가 오나라의 무성(巫城)을 공격하였고, 오나라 정벌을 주장하였다.
나헌은 방량(方亮), 엄정(嚴正)하고 선비를 대우하는 데 게으르지 않았다. 재물을 가벼이 여겨 베풀기를 좋아하고 따로 재산을 관리하지 않았다.

### 그 후
270년에 죽자, 자신의 아들 나습이 그 뒤를 이으나 일찍 죽어버리고, 나습의 아들 나휘(羅徽)는 순양내사(順陽內史)로 311년에 왕여(王如)에게 살해 당했다.

## 같이 보기
- 삼국지 인물 목록